# Piémont (fossé rhénan)
Pour les articles homonymes, voir Piémont (homonymie).

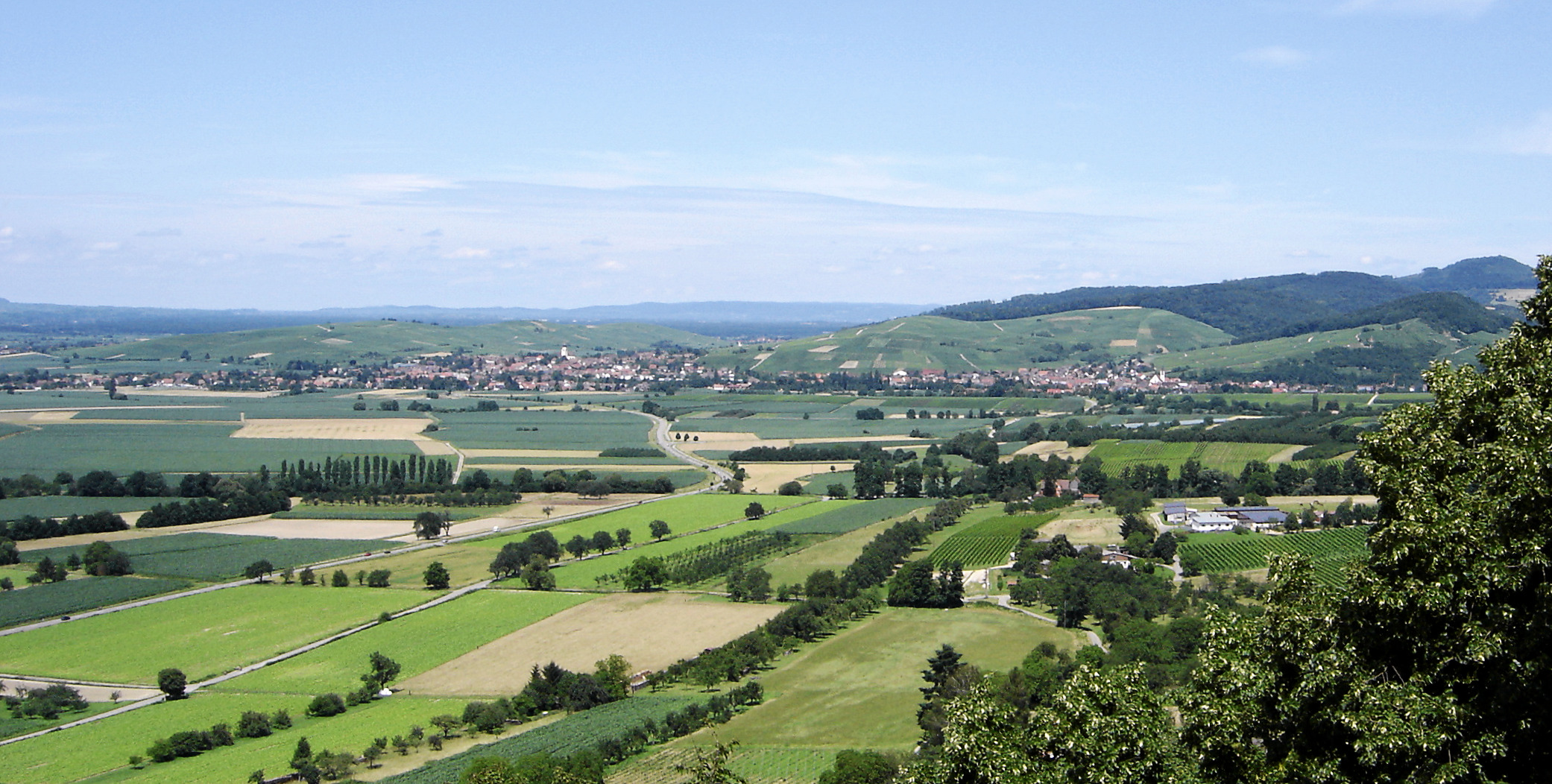
La plaine du Rhin supérieur et le piémont de la Forêt-Noire méridionale. Vue depuis le château de Staufen (Breisgau) en direction de Schönberg.

Le piémont de la plaine du Rhin supérieur (en allemand Vorbergzone des Oberrheingrabens) est le pays de collines situé à l'avant des montagnes de part et d'autre de la plaine. Les montagnes en question sont la Forêt-Noire, la forêt palatine ainsi que les Vosges.
Quand la subsidence a débuté, les flancs des montagnes ont été découpés en divers compartiments séparés par des failles, formant le piémont. Les strates de la plate-forme ont été préservées dans cette zone, alors qu'elles ont été totalement érodées dans les parties supérieures des reliefs. Elles sont généralement recouvertes d'une couche de lœss et offrent de bonnes conditions pour l'exploitation agricole. Par exemple, dans le pays de Bade, l'Alsace et le Palatinat rhénan, la culture intensive de vergers et de vignobles est pratiquée dans le piémont.